# Telavi (distrikt)
Telavi (georgiska: თელავის მუნიციპალიტეტი, Telavis munitsipaliteti) är ett distrikt i Georgien. Det ligger i regionen Kachetien, i den östra delen av landet, 120 km öster om huvudstaden Tbilisi. Antalet invånare är 38 721. Arean är 1 094,5 kvadratkilometer. Administrativt centrum är staden Telavi.